# アッシジのキアラ
アッシジのキアラ（イタリア語：Santa Chiara d'Assisi, 1194年7月16日 - 1253年8月11日）あるいはアッシジのクララは、イタリアの聖人。ローマ・カトリック、聖公会、ルーテル教会で崇敬される。英語名のクレア（Clare）、またはクララ（Clara）の名前でも知られているが、ここでは出生地主義に従いキアラとする。聖フランチェスコに最初に帰依した者の一人。フランチェスコ会の女子修道会クララ会（キアラ会とも）創始者。目や眼病の守護聖人。象徴とする聖体顕示台、聖体容器箱、ランプを持つ姿で描かれる。祝日は8月11日。

## 生涯
キアラは、サッソ＝ロッソ伯ファヴォリーノの娘として、アッシジで生まれた。母オルトラーナは非常に敬虔な女性で、ローマ、サンティアゴ・デ・コンポステーラ、聖地へ巡礼したという。オルトラーナは後に娘キアラの修道院へ入った。
1210年、キアラはアッシジの路上で、フランチェスコの説教を耳にした。彼はローマ教皇インノケンティウス3世に新たに認可された托鉢修道会について話していた。彼の言葉にキアラは心を動かされた。
1212年3月20日、キアラの両親は娘を裕福な男に嫁がせることにしたため、キアラはそれを拒んで家を飛び出し、聖フランチェスコの指導をあおぎ、修道生活に入った。
キアラは、修道女のために建てたサン・ダミアーノ教会に住んだ。清貧、貞節、従順の誓いを受け入れた証として髪を短く切り、粗末なチュニックを着た。はじめはベネディクト会派の女子修道院サン・パオロ・デッレ・アバデッセ近くに滞在したが、そののちモンテ・スバシオにあるサンタンジェロ・イン・パンツァの信仰共同体に入った。
妹のアニェーゼ（のちに列聖される）は両親の元を離れ、キアラに従いサンタンジェロへついてきた。のち、キアラとアニェーゼはサン・ダミアーノへ移り、清貧の女性修道会を創立した。
フランチェスコ会が国中を説教して回るのと異なり、キアラの修道女たちは囲い地の中に暮らした。当時の女性にとって、各地を転々とする生活は世間に厳しく見られたからだった。彼女たちの生活は祈りと労働を日課としていた。
修道会がフランチェスコ自身によって指揮された後の1216年、キアラはサン・ダミアーノ教会の修道女規則を受け入れた。これは、共同体の先頭に立ち聖職者の規則に従う修道院長の称号よりも、はるかに自治性があった。
修道女として、彼女は、フランチェスコ会の厳しい誓約よりさらに聖ベネディクトゥス戒律に密接に似ている誓約を負わす高位聖職者の試みから、自分の典礼を守った。キアラは精神的な父とも仰ぐフランチェスコの助けと励ましを受け、注目を集める役割を演じた。キアラは1226年にフランチェスコが亡くなるまで、病に伏した彼の世話をした。
フランチェスコの死後、キアラは修道会の成長を奨励し続けた。ヨーロッパ各地の修道女に手紙を書き、彼女が原型をつくった清貧団体を急進的傾向にあるとして骨抜きにする試みにどんなときも反対した。キアラは亡くなるまで長く体調が優れなかったにもかかわらず、このことを推し進めたのである。
キアラは聖フランチェスコへの忠誠で知られ、時々「もう一人のフランチェスコ」（alter Franciscus）と呼ばれた。
1253年8月9日、インノケンティウス4世の教書Solet annureが、キアラ会則を承認した。2日後の8月11日、キアラは59歳で死んだ。
1255年8月15日、アレクサンデル4世はキアラをアッシジの聖キアラとして列聖した。1263年、ウルバヌス4世は清貧の女性修道会の名を、公式に聖クララ会（キアラ会）に変更した。

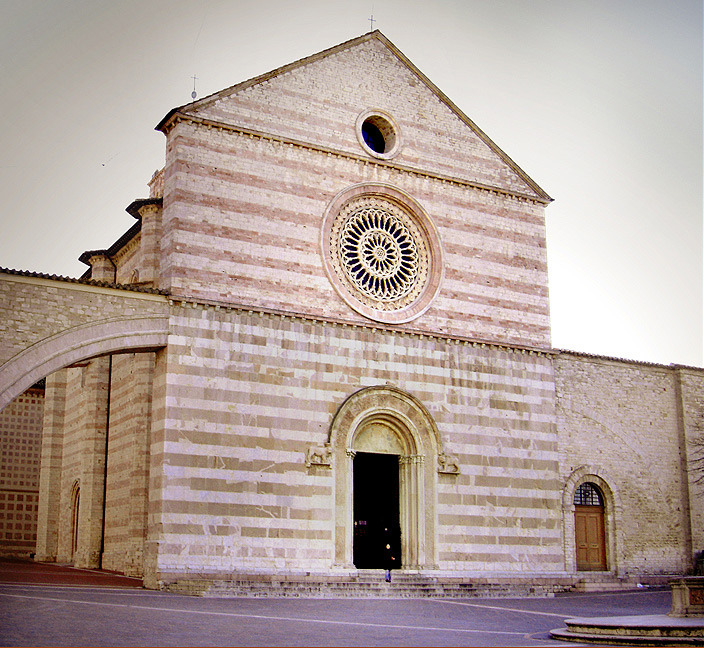
サンタ・キアラ聖堂（アッシジ）

1958年2月17日、ピウス12世はキアラをテレビの守護聖人とした。これは、病をおしてミサに出席できないキアラが、奇跡を起こし、自分の部屋の壁からミサを見、説話を聞いたという逸話に基づく。
芸術作品では、キアラは聖体顕示台や聖体容器箱を抱えている。これは、壁越しに秘跡が掲げられたことによって、彼女の修道院の門前にいた襲撃者たちをかわした逸話を記念している。
北アメリカ大陸のセントクレア湖とセントクレア川は、1679年8月12日の彼女の祝日にちなんで名付けられた。1970年から、教会暦でキアラの祝日は彼女の亡くなった8月11日にされた。彼女の遺体はもはや腐敗しないとされ、骨格は完全な状態に保存され、アッシジで教会内に公開されている。